# Centropus nigrorufus
Centropus nigrorufus е вид птица от семейство Cuculidae. Видът е световно застрашен, със статут Уязвим.

## Разпространение
Видът е разпространен в Индонезия.